# Ahmed Best
Ahmed Best (New York, 19 augustus 1973) is een Amerikaans acteur, stemacteur, filmproducent, filmregisseur, scenarioschrijver en muzikant.
Best is het meest bekend van zijn stem als Jar Jar Binks in de eerste drie Star Wars-films, -televisieserie en -computerspellen. 

## Biografie
Best werd in 1973 geboren in New York en in 1984 verhuisde hij met zijn familie naar Maplewood (New Jersey). Hij doorliep aldaar de high school aan de Columbia High School waar hij in 1991 zijn diploma haalde. Hierna studeerde hij slaginstrumenten aan de Manhattan School of Music in Manhattan (New York). 
Naast het acteren is Best ook actief als muzikant, in 1994 nam hij deel aan de Acid jazz-band The Jazzhole. Hij was deels medeverantwoordelijk voor het succes voor twee jaar, hij schreef en produceerde mee met drie albums: The Jazzhole, And the Feeling Goes Around en The Beat is the Bomb. 

## Filmografie

### Films
Uitgezonderd korte films.
- 2015 Eff'd - als Flash
- 2014 This Is Why You're Single - als Lamorne
- 2013 W.M.D. – als nieuwsverslaggever
- 2012 Lego Star Wars: The Empire Strikes Out – als Jar Jar Binks (stem)
- 2012 FDR: American Badass! – als Curtis
- 2011 Poolboy: Drowning Out the Fury – als Sidney Moncrief
- 2011 Some Guy Who Kills People – als burgemeester Mawell
- 2010 The Pink House – als acteur rechter
- 2010 Robot Chicken: Star Wars Episode III – als Jar Jar Binks / Carl de stormtrooper (stemmen)
- 2010 2001 Maniacs: Field of Screams – als Crow
- 2009 Mother and Child – als Julian
- 2008 Robot Chicken: Star Wars Episode II – als Jar Jar Binks / Carl de stormtrooper (stemmen)
- 2007 Robot Chicken: Star Wars – als Jar Jar Binks / AT-AT chauffeur (stemmen)
- 2006 Open Window – als Rufus
- 2005 Star Wars: Episode III: Revenge of the Sith – als Jar Jar Binks
- 2004 Kangaroo Jack: G'Day, U.S.A.! – als Louis Booker (stem)
- 2002 Star Wars: Episode II: Attack of the Clones – als Jar Jar Binks (stem) / Achk Med-Beq
- 2002 Armitage: Dual Matrix – als Mouse (stem)
- 1999 Star Wars: Episode I: The Phantom Menace – als Jar Jar Binks (stem)
- 1989 Lean on Me – als Extra

### Televisieseries
Uitgezonderd eenmalige gastrollen.
- 2024 LEGO Star Wars: Rebuild the Galaxy - als Darth Jar Jar - 2 afl.
- 2020 Star Wars: Jedi Temple Challenge - als Jedi Master Kelleran Beq - 10 afl.
- 2008-2014 Star Wars: The Clone Wars – als Jar Jar Binks en andere stemmen – 7 afl.
- 2009-2012 Big Time Rush – als Marketeer / Rob – 3 afl.
- 2011 Easy to Assamble – als Wayne Murphy – 4 afl.
- 2011 In the Flow with Affion Crockett – als Black Jock - ? afl.

### Computerspellen
- 2023 Crime Boss: Rockay City - als Chase
- 2020 Popup Dungeon - als Maceson / Traffic Jam / DJ Dizzy Bear
- 2020 The Last of Us: Part II - als stem
- 2018 Fallout 76 - als diverse stemmen
- 2015 Disney Infinity 3.0 - als Jar Jar Binks
- 2009 Marvel: Ultimate Alliance 2 – als Cloak
- 2009 Ready 2 Rumble Revolution – als stem
- 2006 Scarface: The World Is Yours – stem
- 2002 Star Wars: Galactic Battlegrounds – als Jar Jar Binks
- 2001 Star Wars: Super Bombad Racing – als Jar Jar Binks
- 2000 Star Wars: Episode I: Jedi Power Battles – als Jar Jar Binks
- 1999 Star Wars: Episode I: The Gungan Frontier – als Jar Jar Binks
- 1999 Episode I: The Phantom Menace – als Jar Jar Binks

### Filmproducent
- 2020 Star Wars: Jedi Temple Challenge - televisieserie - 10 afl.
- 2013 Ghost Light – korte film
- 2012 A Cuban Love Story – korte film
- 2012 Worship – korte film
- 2012 Path of Honor – korte film
- 2007-2012 The DL Chronicles – televisieserie – 5 afl.
- 2008 This Can't Be My Life – televisieserie – 1 afl.

### Filmregisseur
- 2011 Bandwagon: The Series – televisieserie – 7 afl.
- 2009 Susan Boyle’s First Kiss – korte film
- 2008 This Can't Be My Life – televisieserie – 1 afl.

### Scenarioschrijver
- 2011 Bandwagon: The Series – televisieserie – 1 afl.
- 2008 This Can't Be My Life – televisieserie – 1 afl.

- International Standard Name Identifier: 0000 0000 4728 6158
- Library of Congress Control Number: no2008158117
- MusicBrainz: 111ca9a7-0834-4124-a78c-03cf76ea4f31
- Nationale Bibliotheek van Israël: 987007344538605171
- Virtual International Authority File: 66294925
- WorldCat: E39PBJkdhqhQPH9ggdTpDF3CwC